# Campeonato Europeu de Atletismo em Pista Coberta de 2017 - 60 m masculino

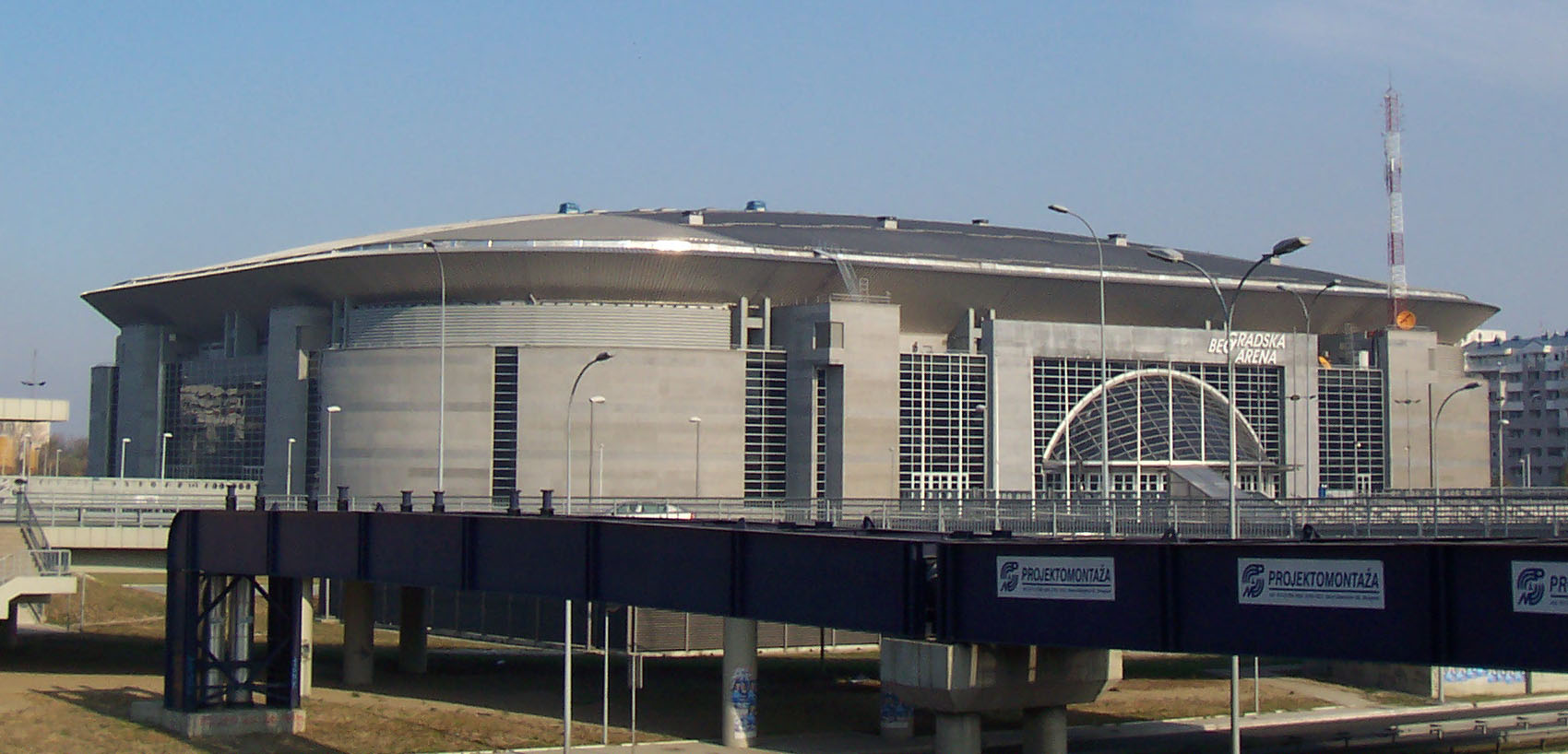
Vista da Arena de Belgrado do sudoeste

A prova dos 60 metros masculino do Campeonato Europeu de Atletismo em Pista Coberta de 2017 foi disputada no dia 4 de março de 2017 na Arena Kombank em Belgrado,  na Sérvia. 

## Recordes
Antes desta competição, os recordes mundiais e do campeonato nesta prova eram os seguintes:
|                       | Nome           | Nacionalidade  | Tempo | Local         | Data                                      |
| --------------------- | -------------- | -------------- | ----- | ------------- | ----------------------------------------- |
| Recorde mundial       | Maurice Greene | Estados Unidos | 6s 39 | Madri Atlanta | 3 de fevereiro de 1998 3 de março de 2001 |
| Recorde do campeonato | Dwain Chambers | Reino Unido    | 6s 42 | Turim         | 7 de março de 2009                        |
| Recorde europeu       | Dwain Chambers | Reino Unido    | 6s 42 | Turim         | 7 de março de 2009                        |

## Medalhistas
| Ouro                | Prata           | Bronze                |
| Richard Kilty (GBR) | Ján Volko (SVK) | Austin Hamilton (SWE) |

## Cronograma
Todos os horários são locais (UTC+2).
| Data       | Hora  | Evento    |
| ---------- | ----- | --------- |
| 4 de março | 10:20 | Bateria   |
| 4 de março | 18:35 | Semifinal |
| 4 de março | 20:57 | Final     |

## Resultados

### Bateria
Qualificação: 3 atletas de cada bateria  (Q) mais os  4 melhores qualificados (q). 
| Posição | Bateria | Atleta                | Nacionalidade      | Tempo | Notas                |
| ------- | ------- | --------------------- | ------------------ | ----- | -------------------- |
| 1       | 2       | Richard Kilty         | Reino Unido        | 6.61  | Q                    |
| 2       | 3       | Theo Etienne          | Reino Unido        | 6.62  | Q                    |
| 3       | 3       | Austin Hamilton       | Suécia             | 6.65  | Q,                   |
| 4       | 4       | Andrew Robertson      | Reino Unido        | 6.66  | Q                    |
| 5       | 2       | Ján Volko             | Eslováquia         | 6.68  | Q                    |
| 5       | 2       | Aleixo-Platini Menga  | Alemanha           | 6.68  | Q                    |
| 7       | 4       | Michael Tumi          | Itália             | 6.69  | Q                    |
| 8       | 2       | Sulayman Bah          | Suécia             | 6.71  | q                    |
| 9       | 4       | Odain Rose            | Suécia             | 6.72  | Q                    |
| 10      | 3       | Marvin René           | França             | 6.73  | Q                    |
| 10      | 2       | Eetu Rantala          | Finlândia          | 6.73  | q                    |
| 12      | 3       | Ancuiam Lopes         | Portugal           | 6.74  | q                    |
| 13      | 1       | Pascal Mancini        | Suíça              | 6.76  | Q                    |
| 13      | 4       | Petre Rezmives        | Roménia            | 6.76  | q                    |
| 15      | 1       | Jan Veleba            | Chéquia            | 6.77  | Q                    |
| 15      | 4       | János Sipos           | Hungria            | 6.77  |                      |
| 17      | 3       | Ángel David Rodríguez | Espanha            | 6.79  |                      |
| 17      | 3       | Zvonimir Ivašković    | Croácia            | 6.79  |                      |
| 19      | 1       | Volodymyr Suprun      | Ucrânia            | 6.80  | Q                    |
| 20      | 1       | Kristoffer Hari       | Dinamarca          | 6.81  |                      |
| 21      | 1       | Denis Dimitrov        | Bulgária           | 6.82  |                      |
| 22      | 1       | Markus Fuchs          | Áustria            | 6.84  |                      |
| 23      | 2       | Luke Bezzina          | Malta              | 7.02  | Recorde da temporada |
| 24      | 2       | Sashko Golubikj       | Macedônia do Norte | 7.07  |                      |
| 25      | 4       | Francesco Molinari    | San Marino         | 7.11  |                      |
| 26      | 4       | Jerrai Torres         | Gibraltar          | 7.23  |                      |

### Semifinal
Qualificação: 4 atletas de cada bateria. 
| Posição | Bateria | Atleta               | Nacionalidade | Tempo | Notas           |
| ------- | ------- | -------------------- | ------------- | ----- | --------------- |
| 1       | 1       | Richard Kilty        | Reino Unido   | 6.58  | Q               |
| 2       | 2       | Theo Etienne         | Reino Unido   | 6.59  | Q               |
| 3       | 2       | Ján Volko            | Eslováquia    | 6.62  | Q,              |
| 4       | 2       | Andrew Robertson     | Reino Unido   | 6.63  | Q               |
| 5       | 1       | Pascal Mancini       | Suíça         | 6.66  | Q               |
| 5       | 2       | Odain Rose           | Suécia        | 6.66  | Q,              |
| 7       | 1       | Austin Hamilton      | Suécia        | 6.67  | Q               |
| 8       | 2       | Marvin René          | França        | 6.70  |                 |
| 9       | 2       | Ancuiam Lopes        | Portugal      | 6.71  | Recorde pessoal |
| 10      | 1       | Sulayman Bah         | Suécia        | 6.72  | Q               |
| 10      | 2       | Michael Tumi         | Itália        | 6.72  |                 |
| 12      | 1       | Aleixo-Platini Menga | Alemanha      | 6.73  |                 |
| 13      | 1       | Eetu Rantala         | Finlândia     | 6.75  |                 |
| 13      | 1       | Volodymyr Suprun     | Ucrânia       | 6.75  |                 |
| 15      | 2       | Petre Rezmives       | Roménia       | 6.79  |                 |
| 16      | 1       | Jan Veleba           | Chéquia       | 6.80  |                 |

### Final
A final aconteceu às 20:57 no dia 4 de março de 2017. 
| Posição           | Raia | Atleta           | Nacionalidade | Tempo | Notas                |
| ----------------- | ---- | ---------------- | ------------- | ----- | -------------------- |
| Medalha de ouro   | 5    | Richard Kilty    | Reino Unido   | 6.54  |                      |
| Medalha de prata  | 6    | Ján Volko        | Eslováquia    | 6.58  | Recorde nacional     |
| Medalha de bronze | 7    | Austin Hamilton  | Suécia        | 6.63  | Recorde pessoal      |
| 4                 | 1    | Odain Rose       | Suécia        | 6.63  | Recorde da temporada |
| 5                 | 3    | Theo Etienne     | Reino Unido   | 6.67  |                      |
| 6                 | 4    | Pascal Mancini   | Suíça         | 6.70  |                      |
| 7                 | 2    | Sulayman Bah     | Suécia        | 6.96  |                      |
| 8                 | 8    | Andrew Robertson | Reino Unido   | DSQ   | R162.7               |

Legenda
| Recorde mundial       | Recorde mundial (World record)               |                       | Recorde africano                      | Recorde africano (African) |                                           | Q | Classificado por posição (Qualified) |
| Recorde do campeonato | Recorde do campeonato (Championship record)  | Recorde da América    | Recorde da América (Americas)         | q                          | Classificado por melhor tempo (Qualified) |   |                                      |
| Melhor marca do ano   | Melhor marca do ano (World leading)          | Recorde asiático      | Recorde asiático (Asian)              | DNS                        | Não largou (Did not start)                |   |                                      |
| Recorde nacional      | Recorde nacional (National record)           | Recorde europeu       | Recorde europeu (European)            | DNF                        | Não terminou (Did not finish)             |   |                                      |
| Recorde pessoal       | Recorde pessoal do atleta (Personal best)    | Recorde da Oceania    | Recorde da Oceania (Oceania)          | DSQ / DQ                   | Desclassificado (Disqualified)            |   |                                      |
| Recorde da temporada  | Recorde da temporada do atleta (Season best) | Recorde sul-americano | Recorde sul-americano (South America) | NM                         | Sem marca (No mark)                       |   |                                      |